# Contea di DeKalb (Georgia)
La contea di DeKalb (in inglese DeKalb County) è una contea dello Stato USA della Georgia. Il nome le è stato dato in onore del generale Johann de Kalb. Al censimento del 2000 la popolazione era di 665 865 abitanti. Il suo capoluogo è Decatur.

## Geografia fisica
Lo United States Census Bureau certifica che l'estensione della contea è di 702 km², di cui 695 km² composti da terra e i rimanenti 7 km² composti di acqua.

## Infrastrutture e trasporti

### Strade
- Interstate 20
- Interstate 85
- Interstate 285
- Interstate 675

- U.S. Route 23
- U.S. Route 29
- U.S. Route 78
- U.S. Route 278

- State Route 8
- State Route 10

## Contee confinanti
- Contea di Gwinnett - nord
- Contea di Rockdale - est
- Contea di Henry, Georgia - sud
- Contea di Clayton, Georgia - sud-ovest
- Contea di Fulton, Georgia - ovest

## Storia
La Contea di DeKalb venne istituita nel 1822. Venne costituita da parte delle contee di Henry, Gwinnett e Fayette.

## Città
- Atlanta (la parte est di Atlanta si trova nella contea di DeKalb)
- Avondale Estates
- Brookhaven
- Chamblee
- Clarkston
- Decatur
- Doraville
- Dunwoody
- Lithonia
- Pine Lake
- Stonecrest
- Stone Mountain
- Tucker